# Orcula pseudodolium
Orcula pseudodolium је пуж из реда Stylommatophora. 

## Угроженост
Подаци о распрострањености ове врсте су недовољни.

## Распрострањење
Аустрија је једино познато природно станиште врсте.

## Станиште
Врста Orcula pseudodolium има станиште на копну.